# マキシモは花ざかり
『マキシモは花ざかり』（ フィリピン語：Ang Pagdadalaga ni Maximo Oliveros、英： The Blossoming of Maximo Oliveros ）は、2005年に製作されたフィリピンの映画。アウレウス・ソリト監督。
日本では、2006年の第7回東京フィルメックスにて、初上映された。

## キャスト
- マキシモ：ネイサン・ロペス
- ビクトル
- ボイ
- ボグス

## 上映/受賞
2006年
- 第56回ベルリン国際映画祭　- テディ賞

2007年
- 第79回アカデミー賞(2月) - 外国語映画賞 ノミネート
- 第1回アジアンクィア映画祭(4月20日) - クロージング作品